# Gloeosporidiella turgida
Gloeosporidiella turgida är en svampart som först beskrevs av Berk. & Broome, och fick sitt nu gällande namn av B. Sutton 1980. Gloeosporidiella turgida ingår i släktet Gloeosporidiella och familjen Dermateaceae.   Inga underarter finns listade i Catalogue of Life.